# Prejłowo

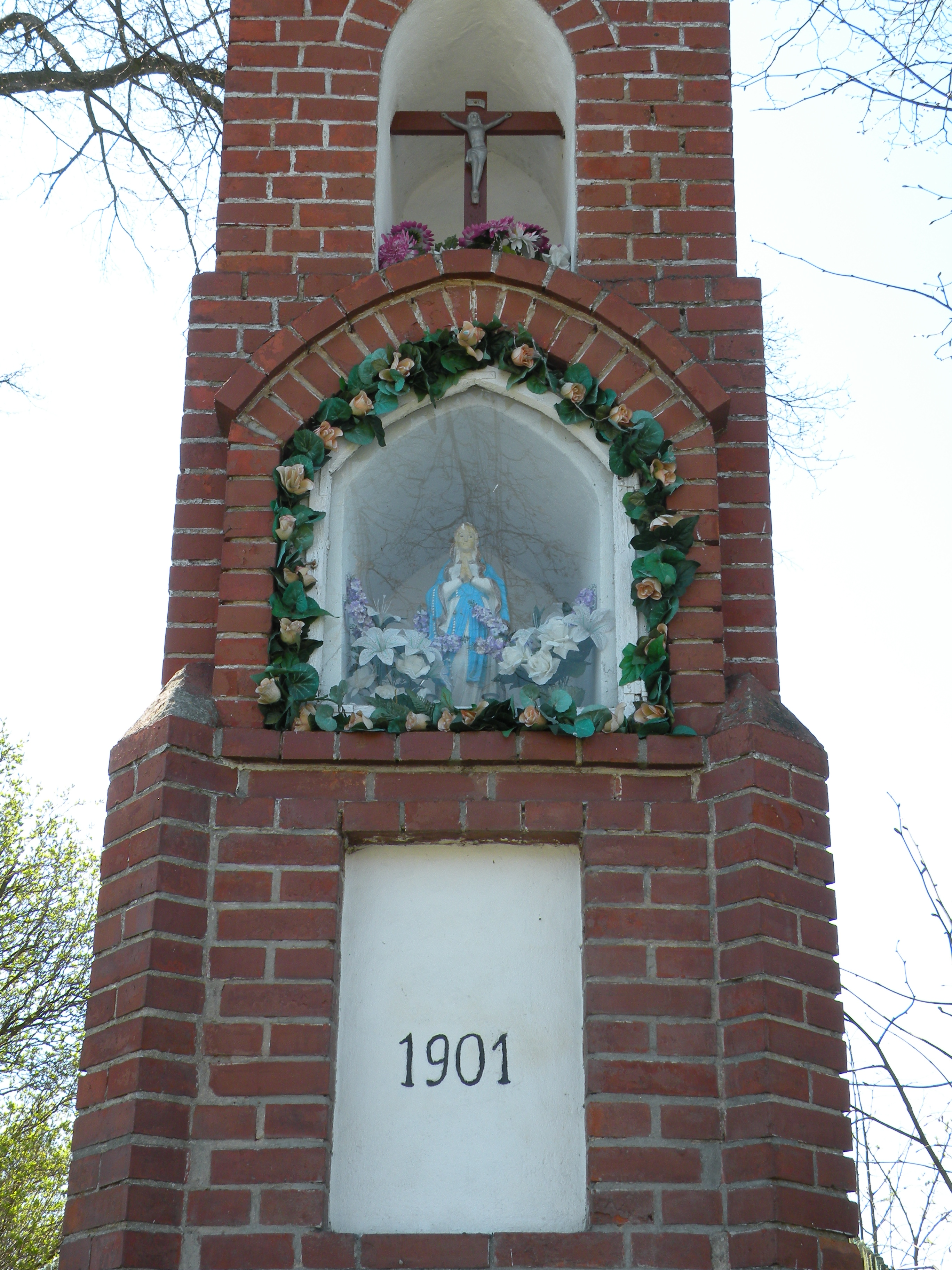
Kapliczka przydrożna w Prejłowie

Prejłowo (niem. Preylowen, 1938–1945 Preiwils) – wieś w Polsce położona w województwie warmińsko-mazurskim, w powiecie olsztyńskim, w gminie Purda.
W latach 1975–1998 miejscowość administracyjnie należała do województwa olsztyńskiego.
Wieś położona w historycznych granicach Warmii.
Podczas akcji germanizacyjnej nazw miejscowych i fizjograficznych utrwalona historycznie nazwa niemiecka Preylowen została w 1938 r. zastąpiona przez administrację nazistowską na Preywils.